# Živa Kraus

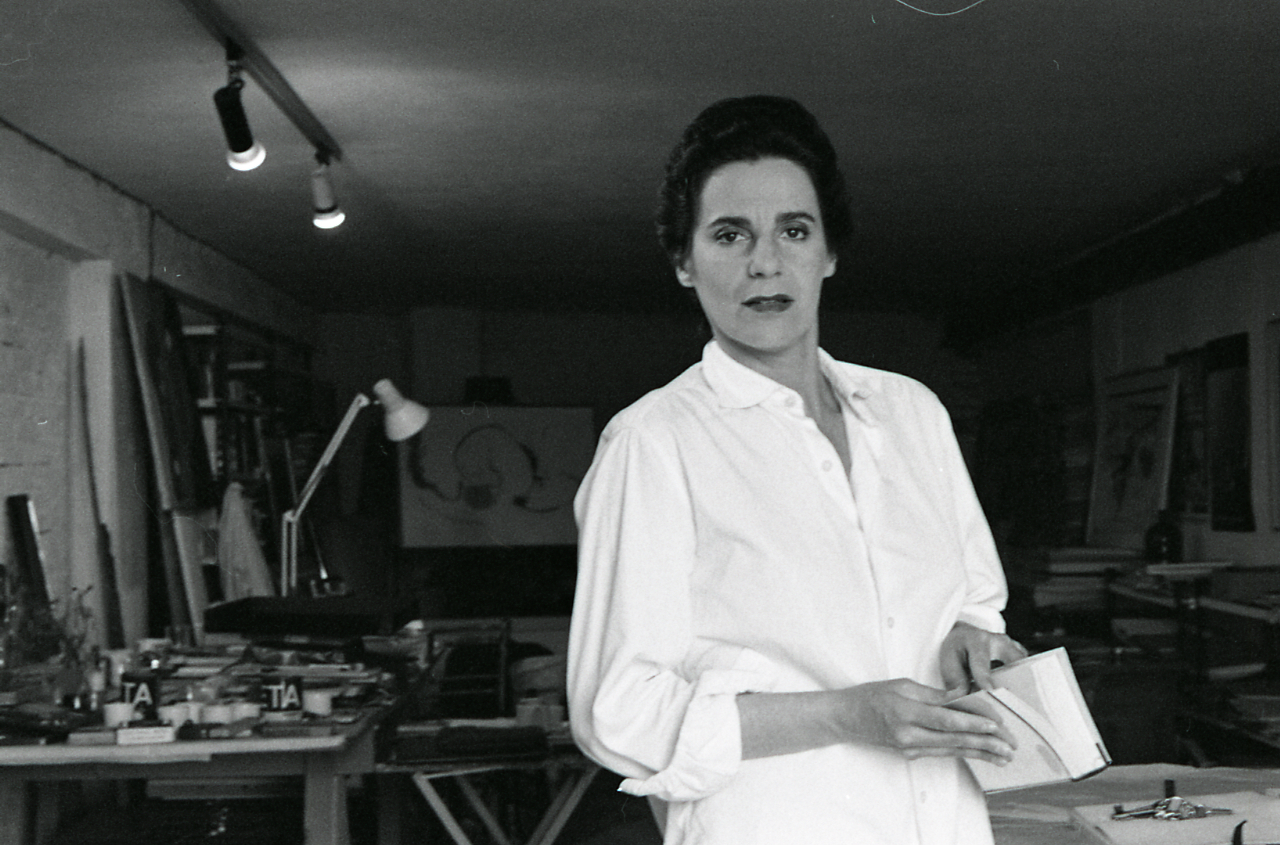
Kraus, 1981, Venecia, Paolo Monti.

Živa Kraus (Zagreb, Yugoslavia, 4 de octubre de 1945) es una pintora, grabadora y fotógrafa croata nacionalizada italiana.

## Biografía
Tiene un hermano mellizo que es médico, Ognjen Kraus. Nacieron en una familia judía de origen checo. Su madre, Herma, era médica y fue ministra de salud; su padre, Ivo, era abogado procurador.
Durante la Segunda Guerra Mundial, pasó por Eslovenia, Italia y Suiza, y se graduó en dibujo en la Academia de Bellas Artes de la Universidad de Zagreb.
En 1970 comenzó como asistente de Peggy Guggenheim y vive en Venecia desde 1971.